# Zizeeria volpii
Zizeeria volpii är en fjärilsart som beskrevs av Romei 1927. Zizeeria volpii ingår i släktet Zizeeria och familjen juvelvingar. Inga underarter finns listade i Catalogue of Life.